# جاستن فرنسيس
جاستن فرنسيس (بالإنجليزية: Justin Francis)‏ هو لاعب كرة قدم أمريكية أمريكي، ولد في 2 فبراير 1989 في أوبا لوكا في الولايات المتحدة.

## وصلات خارجية
- جاستن فرنسيس على موقع مرجع كرة القدم المحترفة.كوم (الإنجليزية)